# Partido Comunista de la República Socialista Soviética de Uzbekistán
El Partido Comunista de la República Socialista Soviética de Uzbekistán (en ruso: Коммунисти́ческая па́ртия Узбе́кской ССР, abreviado como КП УзССР, en uzbeko: Ўзбекистон ССР коммунистик партияси) era la rama a nivel regional del Partido Comunista de la Unión Soviética en la RSS de Uzbekistán, una de las repúblicas constituyentes de la Unión Soviética. Fue fundado en 1925 y disuelto en 1991, con la desintegración de la Unión.

## Historia
Los primeros grupos socialdemócratas uzbekos surgieron alrededor de 1905 en Taskent, Samarcanda, Kokand, Ferganá y Chardzhau. Estos realizaron actividades revolucionarias como la organización de huelgas y reuniones de obreros y campesinos, entre otras. Tras la Revolución de Octubre, se separaron definitivamente los bolcheviques y los mencheviques. Estos grupos socialdemócratas fueron influenciados por la organización progresista "Jóvenes de Bujará", proveniente del Emirato de Bujará. En junio de 1918 se realizó el I Congreso del Partido Comunista de Turkestán, que a su vez estaba organizado en los comités de Bujará y Corasmia. En 1920, tanto los bolcheviques como los Jóvenes de Bújara entraron en contacto con los Sóviets y la Guardia Roja (posteriormente el Ejército Rojo) de la RSFS de Rusia, y con su apoyo derrocaron al emir, así como a los basmachí.
En 1924, el gobierno soviético comenzó a realizar cambios territoriales en las regiones de Asia Central, en la que se creó a la República Socialista Soviética de Uzbekistán, como una reorganización de las repúblicas de Bujará y Corasmia, las cuales a su vez habían surgido tras la abolición de la RASS de Turkestán. Tras el ascenso de la República Socialista Soviética de Uzbekistán como república constituyente, se creó el Partido Comunista de la RSS de Uzbekistán como sección regional del PCU (b). Llevó a cabo su I Congreso fundacional en la ciudad de Bujará, entre el 6 y el 12 de febrero de 1925, siendo elegido Vladímir Ivánov como Primer Secretario del partido.Participó en la lucha contra el trotskismo y el seguimiento de la línea leninista. También movilizó a las masas trabajadoras para fortalecer el poder soviético, luchar contra el basmachismo y los señores feudales locales, implementar la industrialización socialista, colectivizar la agricultura y llevar a cabo una revolución cultural. Los comunistas uzbekos trabajaron mucho para emancipar a las mujeres uzbekas e involucrarlas en la vida laboral y social de la república. 
Durante la Gran Guerra Patria de 1941 a 1945, el partido realizó importantes actividades económicas, políticas y organizativas para movilizar recursos humanos y enviarlos al frente, siendo reclutados alrededor del 50% de los miembros del partido. También tuvo un papel clave en la organización de las industrias de las zonas occidentales trasladadas a la república, así como el alojamiento de un millón de civiles evacuados (de entre ellos unos 200,000 niños) procedentes de esas mismas regiones occidentales del país. Después de la guerra, el partido enfocó sus esfuerzos en llevar un mayor desarrollo a la economía de la república, implementando una serie de medidas para incrementar la producción y mejorar el bienestar del pueblo. Además, el número de miembros incrementó considerablemente; habiendo 489,050 para 1976.  

## Lista de Primeros Secretarios
| #  | Imagen | Nombre                             | Inicio                   | Final                    |
| -- | ------ | ---------------------------------- | ------------------------ | ------------------------ |
| 1  |        | Vladímir Ivánov (1893-1938)        | 12 de febrero de 1925    | 21 de septiembre de 1927 |
| 2  |        | Kuprián Kirkizh (1888-1932)        | 21 de septiembre de 1927 | Abril de 1929            |
| 3  |        | Nikolái Guikalo (1897-1938)        | Abril de 1929            | 11 de junio de 1929      |
| 4  |        | Isaak Zelenski (1890-1938)         | 11 de junio de 1929      | Diciembre de 1929        |
| 5  |        | Akmal Ikrámov (1898-1938)          | Diciembre de 1929        | 5 de septiembre de 1937  |
| 6  |        | Pável Yákovlev (1905-1973)         | 21 de septiembre de 1937 | 27 de septiembre de 1937 |
| 7  |        | Usman Yusúpov (1901-1966)          | 27 de septiembre de 1937 | 7 de abril de 1953       |
| 8  |        | Amin Niyázov (1903-1973)           | 7 de abril de 1953       | 22 de diciembre de 1955  |
| 9  |        | Nuritdin Mujitdínov (1917-2008)    | 22 de diciembre de 1955  | 28 de diciembre de 1957  |
| 10 |        | Sobir Kamolov (1910-1990)          | 28 de diciembre de 1957  | 15 de marzo de 1959      |
| 11 |        | Sharof Rashídov (1917-1983)        | 15 de marzo de 1959      | 31 de octubre de 1983    |
| 12 |        | Inomdzhon Usmonxojáyev (1930-2017) | 3 de noviembre de 1983   | 12 de enero de 1988      |
| 13 |        | Ráfiq Nishónov (1926-2023)         | 12 de enero de 1988      | 23 de junio de 1989      |
| 14 |        | Islom Karimov (1938-2016)          | 23 de junio de 1989      | 3 de noviembre de 1991   |

## Congresos y Conferencias
| Reunión        | Fecha                               | Lugar   |
| -------------- | ----------------------------------- | ------- |
| I Congreso     | 6 al 12 de febrero de 1925          | Taskent |
| II Congreso    | 22 al 30 de noviembre de 1925       | Taskent |
| III Congreso   | 16 al 24 de noviembre de 1927       | Taskent |
| IV Congreso    | 17 de febrero al 2 de marzo de 1929 | Taskent |
| V Congreso     | 4 al 13 de junio de 1930            | Taskent |
| VI Congreso    | 10 al 17 de enero de 1934           | Taskent |
| VII Congreso   | 10 al 17 de junio de 1937           | Taskent |
| VIII Congreso  | 1 al 9 de julio de 1938             | Taskent |
| IX Congreso    | 12 al 16 de marzo de 1940           | Taskent |
| X Congreso     | 1 al 4 de marzo de 1949             | Taskent |
| XI Congreso    | 20 al 23 de septiembre de 1952      | Taskent |
| XII Congreso   | 15 al 17 de febrero de 1954         | Taskent |
| XIII Congreso  | 26 al 28 de enero de 1956           | Taskent |
| XIV Congreso   | 7 al 8 de enero de 1959             | Taskent |
| XV Congreso    | 10 al 12 de febrero de 1960         | Taskent |
| XVI Congreso   | 25 al 27 de septiembre de 1961      | Taskent |
| XVII Congreso  | 3 al 5 de marzo de 1966             | Taskent |
| XVIII Congreso | 2 al 4 de marzo de 1971             | Taskent |
| XIX Congreso   | 3 al 5 de febrero de 1976           | Taskent |